# كأس فلسطين لأندية قطاع غزة 2014–15
كأس فلسطين لأندية قطاع غزة 2014–15 هي النسخة العاشرة من هذه البطولة وكان النهائي بين اتحاد الشجاعية وخدمات رفح.

## الأدوار

### دور ال32[1]
| 1 : 3 |

| 4 : 1 |

| 4 : 3 |

### دور ال16[1]
| 3 : 4 |

| 3 : 5 |

| 4 : 3 |

### ربع النهائي[1]
| الخميس 28 مايو 2015 | الخميس 28 مايو 2015 | الخميس 28 مايو 2015 | الخميس 28 مايو 2015 | الخميس 28 مايو 2015 | الخميس 28 مايو 2015 | الخميس 28 مايو 2015 | الخميس 28 مايو 2015 | الخميس 28 مايو 2015 | الخميس 28 مايو 2015 |
| ------------------- | ------------------- | ------------------- | ------------------- | ------------------- | ------------------- | ------------------- | ------------------- | ------------------- | ------------------- |
| 16:30               | اتحاد الشجاعية      | 3 : 0               | خدمات الشاطئ        |                     |                     |                     |                     |                     |                     |
| الجمعة 29 مايو 2015 |                     |                     |                     |                     |                     |                     |                     |                     |                     |
| 16:30               | خدمات رفح           | 1 : 0               | الصداقة             |                     |                     |                     |                     |                     |                     |
| 16:30               | غزة الرياضي         | 6 : 2               | المشتل              |                     |                     |                     |                     |                     |                     |
| 16:30               | اتحاد خانيونس       | 4 : 2               | خدمات البريج        |                     |                     |                     |                     |                     |                     |

### نصف النهائي[1]
| 16:30 | اتحاد خانيونس  | 0 : 0 \| 1 : 3 \| | خدمات رفح   |
| 16:30 | اتحاد الشجاعية | 1 : 0             | غزة الرياضي |
| 1 : 3 |                |                   |             |

## النهائي
| اتحاد الشجاعية                      | 3–0   | خدمات رفح |
| ----------------------------------- | ----- | --------- |
| قنيطة 11' · الصباحين 33' · عطية 42' | تقرير |           |